# Bataille de Concón
Guerre civile chilienne de 1891
Batailles
- Zapiga
- Alto Hospicio
- Punitaqui
- Pisagua
- Dolores
- Huara
- Pozo Almonte
- Calderilla (naval)
- Concón
- Placilla

La bataille de Concón est livrée le 21 août 1891 pendant la guerre civile chilienne de 1891. L'armée rebelle du Congrès, appuyée par l'artillerie du croiseur Esmeralda et de la corvette O'Higgins attaque les troupes loyales au président José Manuel Balmaceda Fernández et remporte une victoire décisive.

## Sources
- (en) Salvatore Bizzarro, Historical dictionary of Chile, Metuchen, N.J, Scarecrow Press, coll. « Latin American historical dictionaries » (no 7), 1972, 309 p. (ISBN 978-0-8108-0497-5)
- (en) Robert L. Scheina, Latin America's Wars : Volume II, The Age of the Professional Soldier, 1900–2001, vol. 2 : The age of the professional soldier, 1900-2001, Washington, Brassey's, 2003, 530 p. (ISBN 978-1-57488-452-4, OCLC 53078537, lire en ligne)
- (es) Agustín Toro Dávila, Síntesis histórico militar de Chile, Santiago, Editorial Universitaria, coll. « Imagen de Chile », 1988, 3e éd., 374 p. (ISBN 978-84-8340-256-6)